# O Lugar da História
O Lugar da História foi um programa de documentário, exibido na RTP2 entre 1996 e 2003, sobre os acontecimentos e figuras da História de Portugal. Inicialmente apresentado por Fátima Campos Ferreira, o programa nos últimos anos consistia apenas em reportagens em voz-off.